# Bluegreen Vacations Duel
Il Blugreen Vacations Duel (conosciuto in precedenza con il nome di Twins 125s) è un evento automobilistico organizzato dalla NASCAR che si svolge nel febbraio di ogni anno presso il Daytona International Speedway di Daytona Beach, in Florida (Stati Uniti) e che precede ogni anno la Daytona 500. Si tratta di due gare separate, ognuna disputata sulla lunghezza di 150 giri (pari a 240 km), con lo scopo di fungere da qualifiche per la successiva Daytona 500.
A differenza di tutte le altre gare delle NASCAR Cup Series, le qualifiche per la Daytona 500 hanno una procedura particolare. Soltanto le prime due auto dello schieramento prima della partenza della Daytona 500 (la pole position e l'outside pole) vengono determinate dal normale sistema di qualifiche ad eliminazione (con la disputa delle Busch Pole). Le successive 30 posizioni della griglia di partenza vengono appunto determinate dal risultato dei due Duels.

## Storia
L'evento vede la sua prima edizione nel 1959, con una doppia gara ognuna sulla lunghezza di 100 miglia da compiere in 40 giri, con una successiva assegnazione di punti per il campionato. Nel 1968 le gare vengono allungate fino alle 125 miglia in 50 giri, con lo scopo di aumentare la spettacolarità delle gare data la necessità, per ogni pilota, di effettuare almeno un pit stop.
Nel 1972 comincia una nuova era per le Cup Series, con un nuovo regolamento che costringe le gare a prevedere almeno 250 giri per poter assegnare punti. L'evento, quindi, continua ad avere una lunghezza più ridotta, non distribuendo più punti.
Nel 1988 viene introdotto l'air restrictor per ridurre le velocità e il consumo di carburante di ogni stock car, permettendo in tal modo ai piloti di completare i Duels senza avere necessità di tornare ai box per il rifornimento, diminuendo in tal modo l'imprevedibilità del risultato. Nel 2003, infatti, cambia nuovamente il regolamento NASCAR, che introduce per gli ovali dove è obbligatorio l'air restrictor un serbatoio di carburante più piccolo, con lo scopo appunto di costringere i piloti a tornare ai box e, quindi, rimescolare le carte della competizione.
A partire dall'edizione 2005, con il nuovo main sponsor Gatorade, entrambi i Duels vengono allungati fino alle 150 miglia da percorrere in 60 giri.
Con l'edizione 2017, i Duels tornano ad essere un evento che assegna punti nella classifica piloti ai primi 10 classificati in ognuna delle due gare.

## Formato
Una settimana prima della Daytona 500, tutti i partecipanti registrano un singolo giro cronometrato. I primi due qualificati (i cosiddetti "front row starters") hanno la loro posizione bloccata per la gara.
Per tutti gli altri piloti, il giro singolo determina esclusivamente la posizione di partenza nei Duels. Nello specifico: i piloti qualificati in posizione dispari (terzo, quinto, eccetera...) vengono inseriti nella griglia di partenza del Duel 1, quelli in posizione pari in quella del Duel 2.
In origine i Duels erano vere e proprie gare preliminari: esclusi i primi due, tutti i piloti dovevano classificarsi sufficientemente in alto nel proprio Duel per partecipare alla Daytona 500 della domenica. Attualmente, con le nuove regole in cui vengono favoriti i team che corrono l'intera stagione (tramite il sistema dei charter), solo quattro posti dei 40 sono disponibili a squadre esterne: due assegnati ai migliori due non-Charter dei Duels, gli altri due in base ai tempi di qualifica.

## Albo d'oro
Fonti: Racing Reference; Jayski's Silly Season Site
| Anno | Data        | Pilota                        | Team                          | Vettura                       | Distanza                      | Distanza                      | Tempo                         | Media (mph)                   | Resoconto                     |
| Anno | Data        | Pilota                        | Team                          | Vettura                       | Giri                          | Miglia                        | Tempo                         | Media (mph)                   | Resoconto                     |
| ---- | ----------- | ----------------------------- | ----------------------------- | ----------------------------- | ----------------------------- | ----------------------------- | ----------------------------- | ----------------------------- | ----------------------------- |
| 1959 | 20 febbraio | Bob Welborn                   |                               | Chevrolet                     | 40                            | 100                           | 0:41:54                       | 143.198                       | Resoconto                     |
| 1959 | 20 febbraio | Shorty Rollins                |                               | Ford                          | 40                            | 100                           | 0:46:26                       | 129.218                       | Resoconto                     |
| 1959 | 21 febbraio | Jack Smith                    | Jack Smith                    | Chevrolet                     | 10                            | 25                            | 0:10:37                       | 141.280                       | Resoconto                     |
| 1960 | 13 febbraio | Fireball Roberts              | John Hines                    | Pontiac                       | 40                            | 100                           | 0:45:32                       | 137.614                       | Resoconto                     |
| 1960 | 13 febbraio | Jack Smith                    | Jack Smith                    | Pontiac                       | 40                            | 100                           | 0:40:57                       | 146.520                       | Resoconto                     |
| 1960 | 13 febbraio | Curtis Turner                 | Holman-Moody                  | Ford                          | 10                            | 25                            | 0:18:22                       | 144.694                       | Resoconto                     |
| 1961 | 24 febbraio | Fireball Roberts              | Smokey Yunick                 | Pontiac                       | 39                            | 97.5                          | 0:45:06                       | 129.711                       | Resoconto                     |
| 1961 | 24 febbraio | Joe Weatherly                 | Bud Moore Engeneering         | Pontiac                       | 40                            | 100                           | 0:39:16                       | 152.671                       | Resoconto                     |
| 1961 | 24 febbraio | Junior Johnson                |                               | Pontiac                       | 10                            | 25                            | 0:10:04                       | 149.006                       | Resoconto                     |
| 1962 | 16 febbraio | Fireball Roberts              | Jim Stephens                  | Pontiac                       | 40                            | 100                           | 0:38:13                       | 156.999                       | Resoconto                     |
| 1962 | 16 febbraio | Joe Weatherly                 | Bud Moore Engeneering         | Pontiac                       | 40                            | 100                           | 0:41:16                       | 145.395                       | Resoconto                     |
| 1962 | 16 febbraio | Bobby Johns                   |                               | Pontiac                       | 10                            | 25                            | 0:09:53                       | 151.556                       | Resoconto                     |
| 1963 | 22 febbraio | Junior Johnson                | Ray Fox                       | Chevrolet                     | 40                            | 100                           | 0:36:34                       | 164.083                       | Resoconto                     |
| 1963 | 22 febbraio | Johnny Rutherford             | Smokey Yunick                 | Chevrolet                     | 40                            | 100                           | 0:36:49                       | 162.969                       | Resoconto                     |
| 1963 | 23 febbraio | Bubba Farr                    | W. M. Harrison                | Chevrolet                     | 10                            | 25                            |                               |                               | Resoconto                     |
| 1964 | 21 febbraio | Junior Johnson                | Ray Fox                       | Dodge                         | 40                            | 100                           | 0:35:08                       | 170.777                       | Resoconto                     |
| 1964 | 21 febbraio | Bobby Isaac                   | Ray Nichels                   | Dodge                         | 40                            | 100                           | 0:35:20                       | 169.811                       | Resoconto                     |
| 1965 | 12 febbraio | Darel Dieringer               | Bud Moore Engeneering         | Mercury                       | 40                            | 100                           | 0:36:13                       | 165.669                       | Resoconto                     |
| 1965 | 12 febbraio | Junior Johnson                | Junior Johnson & Associates   | Ford                          | 40                            | 100                           | 0:54:01                       | 111.076                       | Resoconto                     |
| 1966 | 25 febbraio | Paul Goldsmith                | Ray Nichels                   | Plymouth                      | 40                            | 100                           | 0:37:24                       | 160.427                       | Resoconto                     |
| 1966 | 25 febbraio | Earl Balmer                   | Ray Fox                       | Dodge                         | 40                            | 100                           | 0:39:01                       | 153.191                       | Resoconto                     |
| 1967 | 24 febbraio | LeeRoy Yarbrough              | Jon Thorne                    | Dodge                         | 40                            | 100                           | 0:36:36                       | 163.934                       | Resoconto                     |
| 1967 | 24 febbraio | Fred Lorenzen                 | Holman-Moody                  | Ford                          | 40                            | 100                           | 0:34:22                       | 174.587                       | Resoconto                     |
| 1968 | 22 febbraio | Gare cancellate causa pioggia | Gare cancellate causa pioggia | Gare cancellate causa pioggia | Gare cancellate causa pioggia | Gare cancellate causa pioggia | Gare cancellate causa pioggia | Gare cancellate causa pioggia | Gare cancellate causa pioggia |
| 1969 | 20 febbraio | David Pearson                 | Holman-Moody                  | Ford                          | 50                            | 125                           | 0:49:16                       | 152.181                       | Resoconto                     |
| 1969 | 20 febbraio | Bobby Isaac                   | Nord Krauskopf                | Dodge                         | 50                            | 125                           | 0:49:27                       | 151.688                       | Resoconto                     |
| 1970 | 19 febbraio | Cale Yarborough               | Wood Brothers Racing          | Mercury                       | 50                            | 125                           | 0:40:48                       | 183.295                       | Resoconto                     |
| 1970 | 19 febbraio | Charlie Glotzbach             | Ray Nichels                   | Dodge                         | 50                            | 125                           | 0:50:46                       | 147.734                       | Resoconto                     |
| 1971 | 11 febbraio | Pete Hamilton                 | Cotton Owens                  | Plymouth                      | 50                            | 125                           | 0:42:51                       | 175.029                       | Resoconto                     |
| 1971 | 11 febbraio | David Pearson                 | Holman-Moody                  | Mercury                       | 50                            | 125                           | 0:44:27                       | 168.728                       | Resoconto                     |
| 1972 | 17 febbraio | Bobby Isaac                   | Nord Krauskopf                | Dodge                         | 50                            | 125                           | 0:59:00                       | 127.118                       | Resoconto                     |
| 1972 | 17 febbraio | Bobby Allison                 | Richard Howard                | Chevrolet                     | 50                            | 125                           | 0:48:45                       | 178.217                       | Resoconto                     |
| 1973 | 15 febbraio | Buddy Baker                   | Nord Krauskopf                | Dodge                         | 50                            | 125                           | 0:43:12                       | 173.611                       | Resoconto                     |
| 1973 | 15 febbraio | Coo Coo Marlin                | H.B. Cunningham               | Chevrolet                     | 50                            | 125                           | 0:47:43                       | 157.177                       | Resoconto                     |
| 1974 | 14 febbraio | Bobby Isaac                   | Banjo Matthews                | Chevrolet                     | 45                            | 112.5                         | 0:54:27                       | 123.212                       | Resoconto                     |
| 1974 | 14 febbraio | Cale Yarborough               | Richard Howard                | Chevrolet                     | 45                            | 112.5                         | 0:52:03                       | 129.724                       | Resoconto                     |
| 1975 | 13 febbraio | Bobby Allison                 | Penske Racing                 | Matador                       | 50                            | 125                           | 0:47:52                       | 156.685                       | Resoconto                     |
| 1975 | 13 febbraio | David Pearson                 | Wood Brothers Racing          | Mercury                       | 50                            | 125                           | 0:47:47                       | 156.958                       | Resoconto                     |
| 1976 | 12 febbraio | Dave Marcis                   | Nord Krauskopf                | Dodge                         | 50                            | 125                           | 1:02:47                       | 119.458                       | Resoconto                     |
| 1976 | 12 febbraio | Darrell Waltrip               | DiGard Motorsports            | Chevrolet                     | 50                            | 125                           | 0:48:00                       | 156.250                       | Resoconto                     |
| 1977 | 17 febbraio | Richard Petty                 | Petty Enterprises             | Dodge                         | 50                            | 125                           | 0:41:42                       | 179.856                       | Resoconto                     |
| 1977 | 17 febbraio | Cale Yarborough               | Junior Johnson & Associates   | Chevrolet                     | 50                            | 125                           | 0:43:45                       | 171.429                       | Resoconto                     |
| 1978 | 16 febbraio | A.J. Foyt                     | A.J. Foyt                     | Buick                         | 50                            | 125                           | 1:00:58                       | 123.018                       | Resoconto                     |
| 1978 | 16 febbraio | Darrell Waltrip               | DiGard Motorsports            | Chevrolet                     | 50                            | 125                           | 0:44:12                       | 169.683                       | Resoconto                     |
| 1979 | 15 febbraio | Buddy Baker                   | Ranier-Lundy                  | Oldsmobile                    | 50                            | 125                           | 0:44:45                       | 167.598                       | Resoconto                     |
| 1979 | 15 febbraio | Darrell Waltrip               | DiGard Motorsports            | Oldsmobile                    | 50                            | 125                           | 0:49:01                       | 153.009                       | Resoconto                     |
| 1980 | 14 febbraio | Neil Bonnett                  | Wood Brothers Racing          | Mercury                       | 50                            | 125                           | 0:54:15                       | 138.250                       | Resoconto                     |
| 1980 | 14 febbraio | Donnie Allison                | Hoss Ellington                | Oldsmobile                    | 50                            | 125                           | 0:45:20                       | 165.441                       | Resoconto                     |
| 1981 | 12 febbraio | Bobby Allison                 | Ranier-Lundy                  | Pontiac                       | 50                            | 125                           | 0:49:36                       | 150.125                       | Resoconto                     |
| 1981 | 12 febbraio | Darrell Waltrip               | Junior Johnson & Associates   | Buick                         | 50                            | 125                           | 0:49:03                       | 152.905                       | Resoconto                     |
| 1981 | 13 febbraio | Lake Speed                    | Speed Racing                  | Oldsmobile                    | 30                            | 75                            | 0:31:12                       | 144.231                       | Resoconto                     |
| 1982 | 11 febbraio | Cale Yarborough               | M.C. Anderson                 | Buick                         | 50                            | 125                           | 0:55:26                       | 135.298                       | Resoconto                     |
| 1982 | 11 febbraio | Buddy Baker                   | Hoss Ellington                | Buick                         | 50                            | 125                           | 0:51:54                       | 144.509                       | Resoconto                     |
| 1982 | 12 febbraio | Tim Richmond                  | Billie Harvey                 | Ford                          | 30                            | 75                            | 0:31:17                       | 143.847                       | Resoconto                     |
| 1983 | 17 febbraio | Dale Earnhardt                | Bud Moore Engineering         | Ford                          | 50                            | 125                           | 0:48:28                       | 157.746                       | Resoconto                     |
| 1983 | 17 febbraio | Neil Bonnett                  | RahMoc Enterprises            | Chevrolet                     | 50                            | 125                           | 1:01:23                       | 122.183                       | Resoconto                     |
| 1983 | 18 febbraio | Blackie Wangerin              | Wangerin Racing               | Ford                          | 30                            | 75                            | 0:31:57                       | 140.845                       | Resoconto                     |
| 1984 | 16 febbraio | Cale Yarborough               | Ranier-Lundy                  | Chevrolet                     | 50                            | 125                           | 0:57:56                       | 129.459                       | Resoconto                     |
| 1984 | 16 febbraio | Bobby Allison                 | DiGard Motorsports            | Buick                         | 50                            | 125                           | 0:53:44                       | 139.578                       | Resoconto                     |
| 1984 | 18 febbraio | Connie Saylor                 | Lain Racing                   | Pontiac                       | 30                            | 75                            | 0:35:22                       | 127.238                       | Resoconto                     |
| 1985 | 14 febbraio | Bill Elliott                  | Melling Racing                | Ford                          | 50                            | 125                           | 0:41:43                       | 179.784                       | Resoconto                     |
| 1985 | 14 febbraio | Cale Yarborough               | Ranier-Lundy                  | Ford                          | 50                            | 125                           | 0:48:16                       | 155.387                       | Resoconto                     |
| 1985 | 15 febbraio | Randy LaJoie                  | Snellman Brothers             | Chevrolet                     | 30                            | 75                            | 0:23:46                       | 189.341                       | Resoconto                     |
| 1986 | 13 febbraio | Bill Elliott                  | Melling Racing                | Ford                          | 50                            | 125                           | 0:48:49                       | 153.636                       | Resoconto                     |
| 1986 | 13 febbraio | Dale Earnhardt                | Richard Childress Racing      | Chevrolet                     | 50                            | 125                           | 0:48:56                       | 153.270                       | Resoconto                     |
| 1987 | 12 febbraio | Ken Schrader                  | Donlavey Racing               | Buick                         | 50                            | 125                           | 0:57:16                       | 130.966                       | Resoconto                     |
| 1987 | 12 febbraio | Benny Parsons                 | Hendrick Motorsports          | Chevrolet                     | 50                            | 125                           | 0:56:01                       | 133.889                       | Resoconto                     |
| 1988 | 11 febbraio | Bobby Allison                 | Stavola Brothers Racing       | Buick                         | 50                            | 125                           | 0:57:16                       | 130.966                       | Resoconto                     |
| 1988 | 11 febbraio | Darrell Waltrip               | Hendrick Motorsports          | Chevrolet                     | 50                            | 125                           | 0:56:01                       | 133.889                       | Resoconto                     |
| 1989 | 16 febbraio | Ken Schrader                  | Hendrick Motorsports          | Chevrolet                     | 50                            | 125                           | 0:50:57                       | 147.203                       | Resoconto                     |
| 1989 | 16 febbraio | Terry Labonte                 | Junior Johnson & Associates   | Ford                          | 50                            | 125                           | 0:39:34                       | 189.554                       | Resoconto                     |
| 1990 | 15 febbraio | Geoffrey Bodine               | Junior Johnson & Associates   | Ford                          | 50                            | 125                           | 0:40:05                       | 187.110                       | Resoconto                     |
| 1990 | 15 febbraio | Dale Earnhardt                | Richard Childress Racing      | Chevrolet                     | 50                            | 125                           | 0:47:42                       | 157.123                       | Resoconto                     |
| 1991 | 14 febbraio | Davey Allison                 | Robert Yates Racing           | Ford                          | 50                            | 125                           | 0:45:21                       | 165.38                        | Resoconto                     |
| 1991 | 14 febbraio | Dale Earnhardt                | Richard Childress Racing      | Chevrolet                     | 50                            | 125                           | 0:47:50                       | 156.794                       | Resoconto                     |
| 1992 | 13 febbraio | Dale Earnhardt                | Richard Childress Racing      | Chevrolet                     | 50                            | 125                           | 1:04:25                       | 116.430                       | Resoconto                     |
| 1992 | 13 febbraio | Bill Elliott                  | Junior Johnson & Associates   | Ford                          | 50                            | 125                           | 0:44:10                       | 169.811                       | Resoconto                     |
| 1993 | 11 febbraio | Jeff Gordon                   | Hendrick Motorsports          | Chevrolet                     | 50                            | 125                           | 0:48:56                       | 153.270                       | Resoconto                     |
| 1993 | 11 febbraio | Dale Earnhardt                | Richard Childress Racing      | Chevrolet                     | 50                            | 125                           | 0:47:41                       | 157.288                       | Resoconto                     |
| 1994 | 17 febbraio | Ernie Irvan                   | Robert Yates Racing           | Ford                          | 50                            | 125                           | 0:47:59                       | 156.304                       | Resoconto                     |
| 1994 | 17 febbraio | Dale Earnhardt                | Richard Childress Racing      | Chevrolet                     | 50                            | 125                           | 0:51:06                       | 146.771                       | Resoconto                     |
| 1995 | 16 febbraio | Sterling Marlin               | Morgan-McClure Motorsports    | Chevrolet                     | 50                            | 125                           | 0:49:59                       | 150.050                       | Resoconto                     |
| 1995 | 16 febbraio | Dale Earnhardt                | Richard Childress Racing      | Chevrolet                     | 50                            | 125                           | 0:56:52                       | 131.887                       | Resoconto                     |
| 1996 | 15 febbraio | Dale Earnhardt                | Richard Childress Racing      | Chevrolet                     | 50                            | 125                           | 0:52:26                       | 143.039                       | Resoconto                     |
| 1996 | 15 febbraio | Ernie Irvan                   | Robert Yates Racing           | Ford                          | 50                            | 125                           | 0:40:19                       | 186.027                       | Resoconto                     |
| 1997 | 13 febbraio | Dale Jarrett                  | Robert Yates Racing           | Ford                          | 50                            | 125                           | 0:45:09                       | 166.113                       | Resoconto                     |
| 1997 | 13 febbraio | Dale Earnhardt                | Richard Childress Racing      | Chevrolet                     | 50                            | 125                           | 0:46:05                       | 162.749                       | Resoconto                     |
| 1998 | 12 febbraio | Sterling Marlin               | SABCO Racing                  | Chevrolet                     | 50                            | 125                           | 0:53:36                       | 139.925                       | Resoconto                     |
| 1998 | 12 febbraio | Dale Earnhardt                | Richard Childress Racing      | Chevrolet                     | 50                            | 125                           | 0:50:57                       | 147.203                       | Resoconto                     |
| 1999 | 11 febbraio | Bobby Labonte                 | Joe Gibbs Racing              | Pontiac                       | 50                            | 125                           | 0:45:52                       | 163.570                       | Resoconto                     |
| 1999 | 11 febbraio | Dale Earnhardt                | Richard Childress Racing      | Chevrolet                     | 50                            | 125                           | 0:48:16                       | 155.280                       | Resoconto                     |
| 2000 | 17 febbraio | Bill Elliott                  | Bill Elliott Racing           | Ford                          | 50                            | 125                           | 0:39:44                       | 188.758                       | Resoconto                     |
| 2000 | 17 febbraio | Ricky Rudd                    | Robert Yates Racing           | Ford                          | 50                            | 125                           | 0:39:53                       | 188.048                       | Resoconto                     |
| 2001 | 15 febbraio | Sterling Marlin               | Chip Ganassi Racing           | Dodge                         | 50                            | 125                           | 0:50:51                       | 147.493                       | Resoconto                     |
| 2001 | 15 febbraio | Mike Skinner                  | Richard Childress Racing      | Chevrolet                     | 50                            | 125                           | 0:46:12                       | 162.338                       | Resoconto                     |
| 2002 | 14 febbraio | Jeff Gordon                   | Hendrick Motorsports          | Chevrolet                     | 50                            | 125                           | 0:40:50                       | 183.674                       | Resoconto                     |
| 2002 | 14 febbraio | Michael Waltrip               | Dale Earnhardt, Inc.          | Chevrolet                     | 50                            | 125                           | 0:56:50                       | 131.965                       | Resoconto                     |
| 2003 | 13 febbraio | Robby Gordon                  | Richard Childress Racing      | Chevrolet                     | 50                            | 125                           | 0:41:24                       | 181.140                       | Resoconto                     |
| 2003 | 13 febbraio | Dale Earnhardt Jr.            | Dale Earnhardt, Inc.          | Chevrolet                     | 50                            | 125                           | 0:41:28                       | 180.845                       | Resoconto                     |
| 2004 | 12 febbraio | Dale Earnhardt Jr.            | Dale Earnhardt, Inc.          | Chevrolet                     | 50                            | 125                           | 0:48:03                       | 156.087                       | Resoconto                     |
| 2004 | 12 febbraio | Elliott Sadler                | Robert Yates Racing           | Ford                          | 50                            | 125                           | 0:41:08                       | 182.334                       | Resoconto                     |
| 2005 | 17 febbraio | Michael Waltrip               | Dale Earnhardt, Inc.          | Chevrolet                     | 60                            | 150                           | 1:04:05                       | 140.422                       | Resoconto                     |
| 2005 | 17 febbraio | Tony Stewart                  | Joe Gibbs Racing              | Chevrolet                     | 60                            | 150                           | 1:00:02                       | 145.161                       | Resoconto                     |
| 2006 | 16 febbraio | Elliott Sadler                | Robert Yates Racing           | Ford                          | 64                            | 160                           | 1:08:16                       | 140.625                       | Resoconto                     |
| 2006 | 16 febbraio | Jeff Gordon                   | Hendrick Motorsports          | Chevrolet                     | 64                            | 160                           | 1:05:32                       | 146.490                       | Resoconto                     |
| 2007 | 15 febbraio | Tony Stewart                  | Joe Gibbs Racing              | Chevrolet                     | 63                            | 157.5                         | 1:23:16                       | 113.491                       | Resoconto                     |
| 2007 | 15 febbraio | Jeff Gordon                   | Hendrick Motorsports          | Chevrolet                     | 60                            | 150                           | 0:58:05                       | 154.950                       | Resoconto                     |
| 2008 | 14 febbraio | Dale Earnhardt Jr.            | Hendrick Motorsports          | Chevrolet                     | 60                            | 150                           | 0:59:00                       | 160.810                       | Resoconto                     |
| 2008 | 14 febbraio | Denny Hamlin                  | Joe Gibbs Racing              | Toyota                        | 64                            | 160                           | 1:14:45                       | 128.428                       | Resoconto                     |
| 2009 | 12 febbraio | Jeff Gordon                   | Hendrick Motorsports          | Chevrolet                     | 60                            | 150                           | 1:04:32                       | 139.436                       | Resoconto                     |
| 2009 | 12 febbraio | Kyle Busch                    | Joe Gibbs Racing              | Toyota                        | 60                            | 150                           | 0:57:14                       | 157.251                       | Resoconto                     |
| 2010 | 11 febbraio | Jimmie Johnson                | Hendrick Motorsports          | Chevrolet                     | 60                            | 150                           | 1:01:27                       | 146.461                       | Resoconto                     |
| 2010 | 11 febbraio | Kasey Kahne                   | Richard Petty Motorsports     | Ford                          | 60                            | 150                           | 0:51:32                       | 174.644                       | Resoconto                     |
| 2011 | 17 febbraio | Kurt Busch                    | Penske Racing                 | Dodge                         | 62                            | 155                           | 0:58:12                       | 159.794                       | Resoconto                     |
| 2011 | 17 febbraio | Jeff Burton                   | Richard Childress Racing      | Chevrolet                     | 60                            | 150                           | 1:05:54                       | 136.571                       | Resoconto                     |
| 2012 | 23 febbraio | Tony Stewart                  | Stewart-Haas Racing           | Chevrolet                     | 60                            | 150                           | 0:56:34                       | 159.104                       | Resoconto                     |
| 2012 | 23 febbraio | Matt Kenseth                  | Roush Fenway Racing           | Ford                          | 60                            | 150                           | 0:46:23                       | 194.175                       | Resoconto                     |
| 2013 | 21 febbraio | Kevin Harvick                 | Richard Childress Racing      | Chevrolet                     | 60                            | 150                           | 0:50:46                       | 177.282                       | Resoconto                     |
| 2013 | 21 febbraio | Kyle Busch                    | Joe Gibbs Racing              | Toyota                        | 60                            | 150                           | 0:46:24                       | 193.966                       | Resoconto                     |
| 2014 | 20 febbraio | Matt Kenseth                  | Joe Gibbs Racing              | Toyota                        | 60                            | 150                           | 0:46:49                       | 192.259                       | Resoconto                     |
| 2014 | 20 febbraio | Denny Hamlin                  | Joe Gibbs Racing              | Toyota                        | 60                            | 150                           | 1:02:43                       | 140.651                       | Resoconto                     |
| 2015 | 19 febbraio | Dale Earnhardt Jr.            | Hendrick Motorsports          | Chevrolet                     | 60                            | 150                           | 1:02:18                       | 144.462                       | Resoconto                     |
| 2015 | 19 febbraio | Jimmie Johnson                | Hendrick Motorsports          | Chevrolet                     | 64                            | 160                           | 1:06:20                       | 144.724                       | Resoconto                     |
| 2016 | 18 febbraio | Dale Earnhardt Jr.            | Hendrick Motorsports          | Chevrolet                     | 60                            | 150                           | 0:52:06                       | 172.899                       | Resoconto                     |
| 2016 | 18 febbraio | Kyle Busch                    | Joe Gibbs Racing              | Toyota                        | 60                            | 150                           | 0:46:54                       | 191.898                       | Resoconto                     |
| 2017 | 23 febbraio | Chase Elliott                 | Hendrick Motorsports          | Chevrolet                     | 60                            | 150                           | 0:56:13                       | 160.095                       | Resoconto                     |
| 2017 | 23 febbraio | Denny Hamlin                  | Joe Gibbs Racing              | Toyota                        | 60                            | 150                           | 0:57:20                       | 156.977                       | Resoconto                     |
| 2018 | 15 febbraio | Ryan Blaney                   | Team Penske                   | Ford                          | 63                            | 157.5                         | 1:08:25                       | 138.124                       | Resoconto                     |
| 2018 | 15 febbraio | Chase Elliott                 | Hendrick Motorsports          | Chevrolet                     | 60                            | 150                           | 0:49:29                       | 181.879                       | Resoconto                     |
| 2019 | 14 febbraio | Kevin Harvick                 | Stewart-Haas Racing           | Ford                          | 60                            | 150                           | 0:50:38                       | 177.749                       | Resoconto                     |
| 2019 | 14 febbraio | Joey Logano                   | Team Penske                   | Ford                          | 60                            | 150                           | 0:46:36                       | 193.133                       | Resoconto                     |
| 2020 | 13 febbraio | Joey Logano                   | Team Penske                   | Ford                          | 60                            | 150                           | 0:54:09                       | 166.105                       | Resoconto                     |
| 2020 | 13 febbraio | William Byron                 | Hendrick Motorsports          | Chevrolet                     | 60                            | 150                           | 0:52:38                       | 170.994                       | Resoconto                     |
| 2021 | 11 febbraio | Aric Almirola                 | Stewart-Haas Racing           | Ford                          | 60                            | 150                           | 0:46:53                       | 191.966                       | Resoconto                     |
| 2021 | 11 febbraio | Austin Dillon                 | Richard Childress Racing      | Chevrolet                     | 63                            | 157.5                         | 0:59:47                       | 158.071                       | Resoconto                     |
| 2022 | 17 febbraio | Brad Keselowski               | RFK Racing                    | Ford                          | 60                            | 150                           | 0:48:36                       | 185.185                       | Resoconto                     |
| 2022 | 17 febbraio | Chris Buescher                | RFK Racing                    | Ford                          | 60                            | 150                           | 0:48:24                       | 185.980                       | Resoconto                     |
| 2023 | 16 febbraio | Joey Logano                   | Team Penske                   | Ford                          | 60                            | 150                           | 0:47:55                       | 187.630                       | Resoconto                     |
| 2023 | 16 febbraio | Aric Almirola                 | Stewart-Haas Racing           | Ford                          | 60                            | 150                           | 0:59:15                       | 151.813                       | Resoconto                     |
| 2024 | 15 febbraio | Tyler Reddick                 | 23XI Racing                   | Toyota                        | 60                            | 150                           | 0:53:35                       | 167.963                       | Resoconto                     |
| 2024 | 15 febbraio | Christopher Bell              | Joe Gibbs Racing              | Toyota                        | 60                            | 150                           | 0:55:51                       | 161.146                       | Resoconto                     |

### Piloti plurivincitori
| # Vittorie | Pilota             | Vittoria negli anni                                                    |
| ---------- | ------------------ | ---------------------------------------------------------------------- |
| 12         | Dale Earnhardt     | 1983, 1986, 1990, 1991, 1992, 1993, 1994, 1995, 1996, 1997, 1988, 1999 |
| 6          | Cale Yarborough    | 1970, 1974, 1977, 1982, 1984, 1985                                     |
| 5          | Bobby Allison      | 1972, 1975, 1981, 1984, 1988                                           |
| 5          | Darrell Waltrip    | 1976, 1978, 1979, 1981, 1988                                           |
| 5          | Jeff Gordon        | 1993, 2002, 2006, 2007, 2009                                           |
| 5          | Dale Earnhardt Jr. | 2003, 2004, 2008, 2015, 2016                                           |
| 4          | Junior Johnson     | 1961, 1963, 1964, 1965                                                 |
| 4          | Bobby Isaac        | 1964, 1969, 1972, 1974                                                 |
| 4          | Bill Elliott       | 1985, 1986, 1992, 2000                                                 |
| 3          | Fireball Roberts   | 1960, 1961, 1962                                                       |
| 3          | David Pearson      | 1969, 1971, 1975                                                       |
| 3          | Buddy Baker        | 1973, 1979, 1982                                                       |
| 3          | Sterling Marlin    | 1995, 1998, 2001                                                       |
| 3          | Tony Stewart       | 2005, 2007, 2012                                                       |
| 3          | Kyle Busch         | 2009, 2013, 2016                                                       |
| 3          | Denny Hamlin       | 2008, 2014, 2017                                                       |
| 3          | Joey Logano        | 2019, 2020, 2023                                                       |
|            | Jack Smith         | 1959, 1960                                                             |
|            | Joe Weatherly      | 1961, 1962                                                             |
|            | Neil Bonnett       | 1980, 1983                                                             |
|            | Ken Schrader       | 1987, 1989                                                             |
|            | Ernie Irvan        | 1994, 1996                                                             |
|            | Michael Waltrip    | 2002, 2005                                                             |
|            | Elliott Sadler     | 2004, 2006                                                             |
|            | Matt Kenseth       | 2012, 2014                                                             |
|            | Jimmie Johnson     | 2010, 2015                                                             |
|            | Chase Elliott      | 2017, 2018                                                             |
|            | Kevin Harvick      | 2013, 2019                                                             |
|            | Aric Almirola      | 2021, 2023                                                             |

### Team plurivincitori
| # Vittorie | Team                        | Vittoria negli anni                                                                            |
| ---------- | --------------------------- | ---------------------------------------------------------------------------------------------- |
| 16         | Hendrick Motorsports        | 1987, 1988, 1989, 1993, 2002, 2006, 2007, 2008, 2009, 2010, 2015(1-2), 2018, 2020              |
| 16         | Richard Childress Racing    | 1986, 1990, 1991, 1992, 1993, 1994, 1995, 1996, 1997, 1998, 1999, 2001, 2003, 2011, 2013, 2021 |
| 11         | Joe Gibbs Racing            | 1999, 2005, 2007, 2008, 2009, 2013, 2014(1-2), 2016, 2017, 2024                                |
| 7          | Robert Yates Racing         | 1991, 1994, 1996, 1997, 2000, 2004, 2006                                                       |
| 7          | Team Penske                 | 1975, 2011, 2018, 2019, 2020, 2022, 2023                                                       |
| 6          | Junior Johnson & Associates | 1965, 1977, 1981, 1989, 1990, 1992                                                             |
| 4          | Holman-Moody                | 1960, 1967, 1969, 1971                                                                         |
| 4          | Bud Moore Engineering       | 1961, 1962, 1965, 1983                                                                         |
| 4          | Nord Krauskopf              | 1969, 1972, 1973, 1976                                                                         |
| 4          | DiGard Motorsports          | 1976, 1978, 1979, 1984                                                                         |
| 4          | Ranier-Lundy                | 1979, 1981, 1984, 1985                                                                         |
| 4          | Dale Earnhardt, Inc.        | 2002, 2003, 2004, 2005                                                                         |
| 4          | Stewart-Haas Racing         | 2012, 2019, 2021, 2023                                                                         |
| 3          | Ray Fox                     | 1963, 1964, 1966                                                                               |
| 3          | Ray Nichels                 | 1964, 1966, 1970                                                                               |
| 3          | Wood Brothers Racing        | 1970, 1975, 1980                                                                               |
| 3          | RFK Racing                  | 2012, 2022(1-2)                                                                                |
| 2          | Jack Smith                  | 1961, 1963                                                                                     |
| 2          | Smokey Yunick               | 1959, 1960                                                                                     |
| 2          | Richard Howard              | 1972, 1974                                                                                     |
| 2          | Hoss Ellington              | 1980, 1982                                                                                     |
| 2          | Melling Racing              | 1985, 1986                                                                                     |

### Costruttori plurivincitori
| Costruttore | Vittorie |
| ----------- | -------- |
| Chevrolet   | 53       |
| Ford        | 32       |
| Dodge       | 11       |
| Toyota      | 9        |
| Pontiac     | 8        |
| Buick       | 6        |
| Mercury     | 5        |
| Oldsmobile  | 3        |
| Plymouth    | 2        |